# Озёра Боснии и Герцеговины

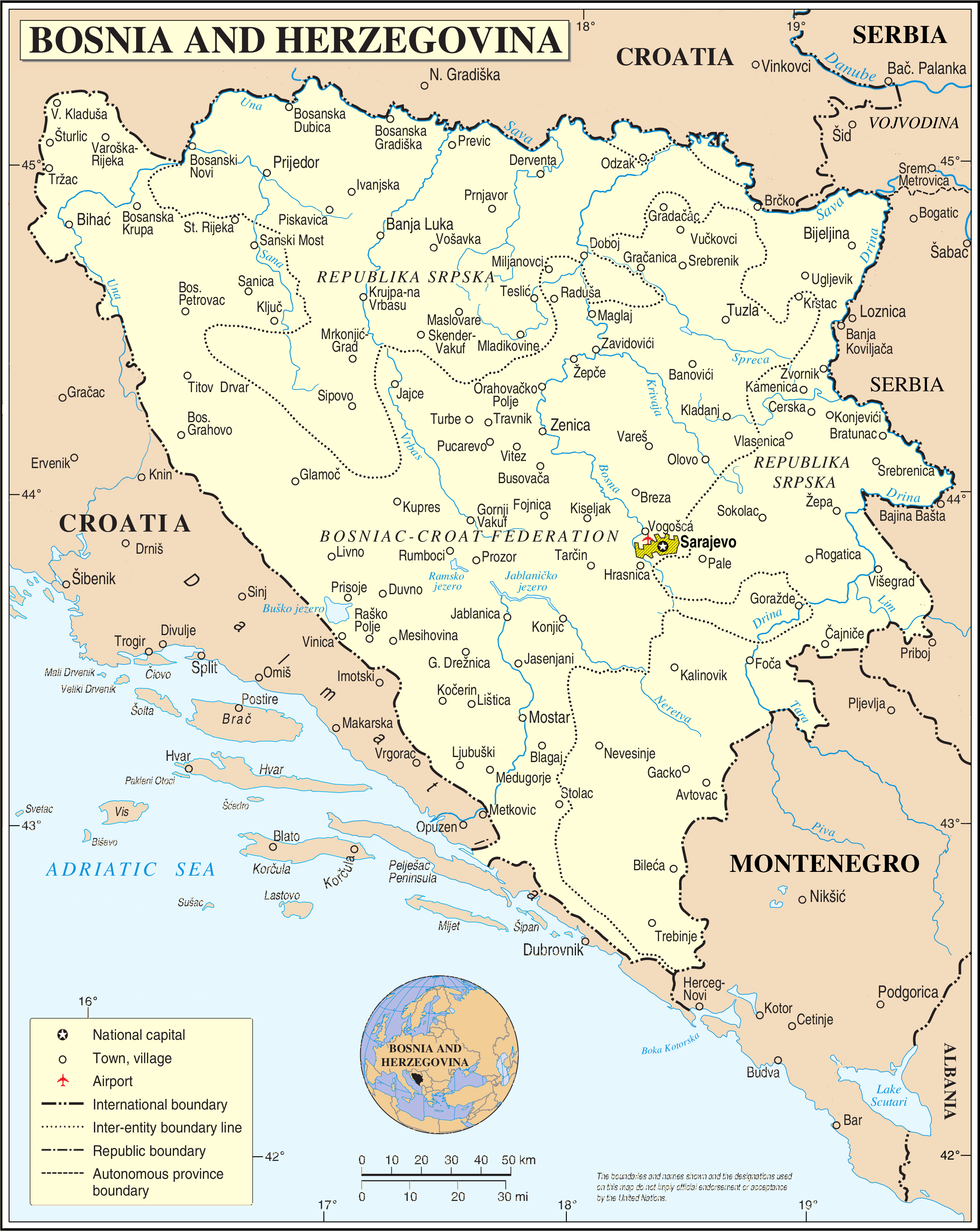
Карта Боснии и Герцеговины.

Озёра встречаются на территории Боснии и Герцеговины повсеместно, обусловленные как морфоструктурными, так и тектоническими формами рельефа. Весьма небольшие по площади, они в изобилии встречаются в горных районах, а также в карстовых областях.
Крупнейшими природными озёрами страны являются Блидинье (босн. Blidinje jezero, серб. Блидиње језеро) площадью 5,25 км², расположенное у северо-восточного подножия горного массива Прень рядом с городом Коньиц, и Борачко (босн. Boračko jezero, серб. Борачко језеро) площадью 0,26 км², между горами Вран и Чврсница. В верховьях Неретвы заболоченные озёра Деранско (серб. Деранско језеро) и Свитавско образуют птичий заповедник Хутово-Блато (босн. Hutovo blato, серб. Хутово блато). Озеро Бардача (босн. Jezero Bardača, серб. Jезеро Бардача) — комплекс из 11 водоёмов на юге страны, вблизи границы с Хорватией, который считается природным парком (III категория согласно IUCN) и охраняется Рамсарской конвенцией.
На крупных реках, таких, как Дрина, Врбас, Неретва и Требишница, сооружены водохранилища. На Дрине расположено три водохранилища, служащих для выработки гидроэнергии, на Неретве — пять, а на Требишнице — два. Карстовая долина Ливаньско-поле (босн. Livanjsko polje, серб. Ливањско поље) содержит несколько водохранилищ, включая озеро Бушко (босн. Buško jezero, серб. Бушко блато), которое является крупнейшим водоёмом страны с площадью поверхности около 55 квадратных километров. Искусственное озеро Билечко (босн. Bilećko jezero, серб. Билећко језеро) находится на юге страны на границе с Черногорией и занимает площадь порядка 33 км². Водохранилище Модрац (босн. Jezero Modrac, серб. Модрачко језеро) на реке Спреча было сооружено для нужд индустрии. Оно наряду с водохранилищем Ябланица (босн. Jablaničko jezero, серб. Јабланичко језеро) является популярным для туризма и отдыха местом.